# Mackenzie Phillips

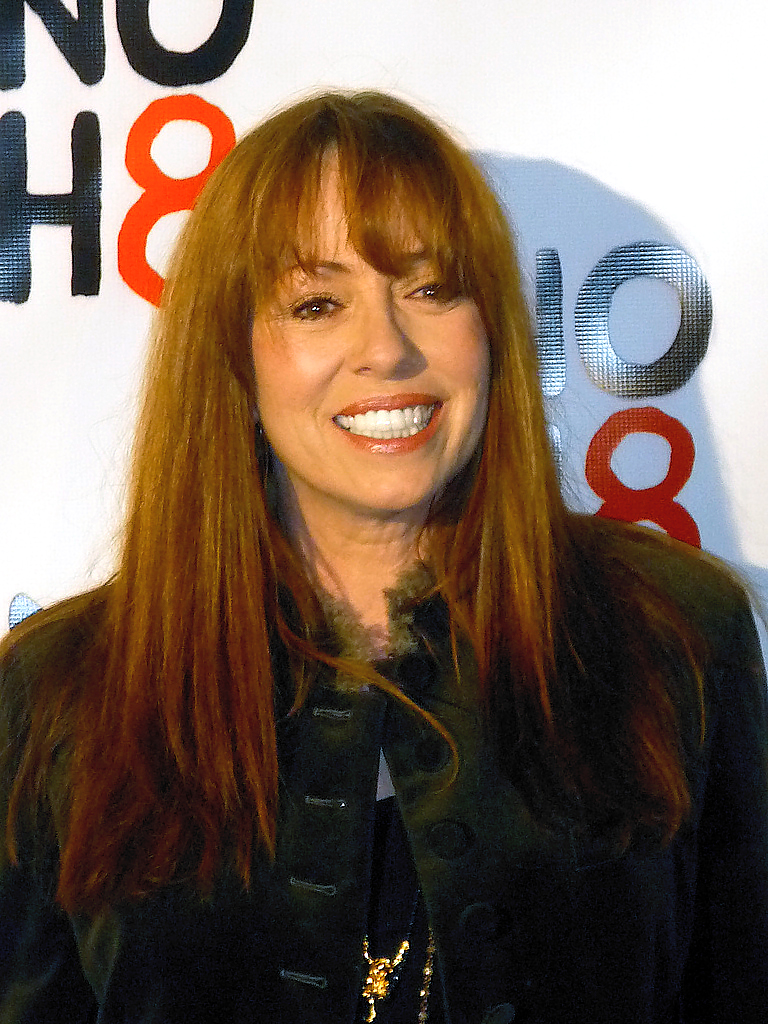
Mackenzie Phillips, vor 2010

Laura Mackenzie Phillips (* 10. November 1959 in Alexandria, Virginia) ist eine US-amerikanische Schauspielerin.

## Leben und Leistungen
Phillips zweiter Vorname war die Inspiration für den Künstlernamen des Musikers Phillip Wallach Blondheim, der später als Scott McKenzie bekannt wurde. Ihr Vater, der Sänger John Phillips, der zu dieser Zeit mit seinem Freund Mick Jagger in einer Band spielte, schlug ihm diesen Namen vor, als er auf der Suche nach einem geeigneten Künstlernamen war. 
Mackenzie Phillips debütierte an der Seite von William Shatner im Fernsehdrama Go Ask Alice aus dem Jahr 1973. Im gleichen Jahr wurde der Film American Graffiti veröffentlicht, in dem sie eine der größeren Rollen spielte. Die gleiche Rolle übernahm sie in der Fortsetzung The Party is over... Die Fortsetzung von American Graffiti aus dem Jahr 1979.
In den Jahren 1975 bis 1983 trat Phillips in 123 Folgen der Fernsehserie One Day at a Time auf. Für diese Rolle wurde sie im Jahr 2005 für den TV Land Award nominiert. Im Filmdrama Liebe hinter Gittern (1982) spielte sie neben Amy Madigan und Beau Bridges eine der größeren Rollen. In den 1980er Jahren hatte sie Probleme wegen Drogenmissbrauchs, die sie erst nach einer Entziehungskur im Jahr 1992 bekämpfte.
In ihrem Buch High on Arrival berichtet Mackenzie Phillips 2009 über diese exzessive Drogenerfahrung und ihre Inzestbeziehung zu ihrem Vater John.
In den Jahren 1999 bis 2001 verkörperte Phillips in der Fernsehserie Fionas Website die berühmte Mutter von Fiona Phillips (Cara DeLizia). Im SF-Thriller The Jacket (2005) spielte sie an der Seite von Adrien Brody, Keira Knightley und Jennifer Jason Leigh eine Krankenschwester.
Phillips nahm an der 3. Staffel der Reality-TV-Show Celebrity Rehab with Dr. Drew teil und ließ sich während eines Drogenentzuges begleiten.
Phillips heiratete dreimal, zuletzt im Jahr 2005 den Komponisten Keith Levenson. Aus der zweiten dieser Ehen hat sie ein Kind.

## Filmografie (Auswahl)
- 1973: Go Ask Alice
- 1973: American Graffiti
- 1975: Miles to Go Before I Sleep
- 1975: Rafferty und die wilden Mädchen (Rafferty and the Gold Dust Twins)
- 1975–1983: One Day at a Time (Fernsehserie, 123 Folgen)
- 1979: The Party is over... Die Fortsetzung von American Graffiti (More American Graffiti)
- 1979: Der unglaubliche Hulk (The Incredible Hulk) (Fernsehserie, 1 Folge)
- 1982: Liebe hinter Gittern (Love Child)
- 1985: Mord ist ihr Hobby (Murder, She Wrote, Fernsehserie, eine Folge)
- 1986: Heißhunger (Kate's Secret)
- 1998: True Friends
- 1999: When
- 1999–2001: Fionas Website (So Weird, Fernsehserie, 63 Folgen)
- 2002: Double Teamed – Ein Traum wird wahr (Double Teamed)
- 2005: The Jacket
- 2012: Criminal Minds  (Fernsehserie, 1 Folge)
- 2014: Suburban Gothic
- 2015: Hot in Cleveland (Fernsehserie, 1 Folge)
- 2017–2019: One Day at a Time (Fernsehserie, 7 Folgen)
- 2018: Orange Is the New Black (Fernsehserie, 6 Folgen)